# Телтаев, Касымбай
Касымбай Телтаев (1886, село Ак-Өлөң, ныне Тоңский район, Кыргызстан — 20 июля 1973, Бишкек, Кыргызская ССР) — кыргызский государственный и общественный деятель, сподвижник создания Кара-Кыргызской автономной области, активный участник установления и укрепления советской власти в Северном Кыргызстане и Семиречье. Известен своей гуманитарной деятельностью, включая воспитание более 20 сирот, а также вкладом в развитие образования и сельского хозяйства.

## Ранние годы
Касымбай Телтаев родился в 1886 году в селе Ак-Өлөң (ныне Тоңский район Иссык-Кульской области). Его отец, Телтай, был волостным управителем (болушем) Семиз-Бельской волости. В 1902 году Касымбай поступил в русско-туземную школу в Караколе, которую окончил в 1908 году. Помимо русского языка, он освоил арабскую письменность. После окончания школы работал в хозяйстве отца, а с 1914 года стал техническим работником в Каракольском уездно-городском управлении. Позднее был назначен переводчиком при главе управления, должность, эквивалентная военному званию прапорщика. В 1916 году, во время национально-освободительного восстания переехал в Верный (ныне Алматы), где присоединился к партии «Алаш».

## Политическая деятельность
После Февральской революции 1917 года Телтаев активно поддержал свержение царской власти и стал членом Пишпекского филиала партии «Алаш», созданного под руководством Ибрагима Жайнакова. Он участвовал в помощи кыргызским беженцам, возвращавшимся из Китая после событий 1916 года, известного как «Уркун», оказывая им материальную и продовольственную поддержку в составе специальной комиссии Временного правительства.
В 1918—1919 годах он работал членом коллегии отдела юстиции Семиреченской области в Верном и ответственным переводчиком, предоставляя бесплатную юридическую помощь кыргызам и казахам.
В 1919—1921 годах занимал административные должности в Семиречье, Иссык-Кульской и Нарынской областях, включая пост секретаря Нарынского уездно-городского революционного комитета.
В 1921—1922 годах был ответственным секретарём Нарынского уездно-городского комитета Туркестанской компартии, где организовал первый профсоюз «Кошчу».
Телтаев также активно участвовал в создании комсомольских организаций в Кыргызстане, борьбе с белогвардейцами на Северном Семиреченском фронте и формировании национальных частей Красной армии. Он содействовал российским учёным-лингвистам в записи эпоса «Манас» от манасчи Сагынбая Орозбакова.

## Роль в создании Кара-Кыргызской автономной области
Касымбай Телтаев сыграл ключевую роль в создании Кара-Кыргызской автономной области в 1924 году. В 1922 году он поддержал инициативу Абдыкерима Сыдыкова о создании автономии кыргызов в составе Туркестанской АССР и выступил против включения кыргызских земель в Казахскую АССР. Телтаев организовал выборы делегатов от Каракольского и Нарынского уездов на курултай в Пишпеке, где было принято решение о создании Горной Киргизской области. Его усилия во многом способствовали тому, что 14 октября 1924 года Кара-Кыргызская автономная область была официально образована.

## Репрессии и реабилитация
В 1923 году Телтаев был исключён из рядов компартии по обвинению в связях с партией «Алаш-Орда». В том же году Жетысуйский областной трибунал оправдал его, однако его политическая карьера была прервана. В 1933 году он был арестован по ложному обвинению в измене Родине и сослан в Дальневосточный исправительно-трудовой лагерь. В 1936 году, после освобождения, он работал на заводе в Токмаке. Полная реабилитация состоялась 28 июля 1958 года решением военного трибунала Туркестанского военного округа.

## Образовательная и гуманитарная деятельность
В 1923 году Телтаев основал сельскохозяйственную школу и интернат для сирот в селе Тюп на базе бывшего православного монастыря, ныне Иссык-Кульского сельскохозяйственного техникума, которым он руководил до 1926 года. В этом учебном заведении обучались такие выдающиеся личности, как Жусуп Турусбеков, Мукай Элебаев, Шейше Орозов и Султан Арбаев. Телтаев усыновил более 20 сирот, потерявших родителей в результате событий 1916 года. С 1926 по 1957 год он занимался хозяйственной деятельностью, а с 1957 года находился на пенсии. Его гуманитарная деятельность продолжалась вплоть до 1960-х годов.

## Личная жизнь
Касымбай Телтаев был дважды женат. Его первой супругой была татарка, от этого брака родились сын Кыдырма, погибший в Великой Отечественной войне, и сын Акматбек, вернувшийся с фронта раненым в 1944 году. Второй супругой Телтаева стала Айым, которая родила ему трёх дочерей. Одна из дочерей, Рева, была женой известного кыргызского государственного деятеля Султана Ибраимова.

## Память
Касымбай Телтаев умер 20 июля 1973 года в Бишкеке. Его вклад в становление кыргызской государственности долгое время оставался малоизвестным, но с развитием исторических исследований его деятельность получила должное признание. В 2019 году историк Зайнидин Курманов публиковал книгу «Касымбай Тельтаев: триумф и трагедия», посвящённую жизни и деятельности Телтаева. В 2024 году, в связи с 100-летием Кара-Кыргызской автономной области, президент Кыргызстана Садыр Жапаров упомянул Телтаева в указе о чествовании основателей кыргызской государственности.
В 2015 году казахстанские исследователи обнаружили в архивах партии «Алаш» сведения, подтверждающие, что Телтаев был одним из главных идеологов и лидеров движения. Его имя включено в соответствующие публикации.

## Награды и признание
Телтаев не получил государственных наград, однако его вклад в создание кыргызской автономии и гуманитарную деятельность высоко оценивается потомками и историками.
В 2024 году его имя было увековечено в рамках юбилейных мероприятий, посвящённых 100-летию Кара-Кыргызской автономной области.